# Qualifications à la Coupe d'Afrique des nations féminine de football 2020
Les qualifications à la Coupe d'Afrique des nations féminine de football 2020 mettent aux 36 équipes nationales africaines afin de qualifier 7 formations pour disputer la phase finale, en plus du pays organisateur qui sera qualifié d'office. 
Les cinquante-cinq membres de la CAF sont éligibles pour entrer dans les qualifications. Au total ce sont trente-six nations qui s'engagent, un record dans l'histoire de la compétition. Le tirage au sort a lieu le 4 décembre 2019 au Caire.
Le 30 juin 2020, en raison de la pandémie de Covid-19, le comité exécutif de la CAF annonce l'annulation de la Coupe d'Afrique des nations féminine 2020.

## Règlement
Chaque confrontation se déroule sous forme de rencontres aller et retour.
Le vainqueur est désigné grâce aux critères suivants :
1. Plus grand nombre de buts marqués sur l'ensemble des deux matchs.
En cas d'égalité :
2. Plus grand nombre de buts marqués à l'extérieur ;
3. En cas d'égalité parfaite, c'est-à-dire de score identique lors des deux rencontres, des prolongations ont lieu. En cas d'égalité à la fin de ces prolongations :
  - Si des buts ont été marqués, l'équipe qui recevait lors du match aller est qualifiée car ces buts sont comptabilisés comme buts à l'extérieur ;
  - Si aucun but n'a été marqué :
4. Une séance de tirs au but désigne l'équipe qualifiée.

## Équipes en lice
Les huit participants à la phase finale de la Coupe d'Afrique des nations féminine de football 2018 sont exemptés du premier tour.
| Entrant au deuxième tour                                                                          | Entrant au premier tour |
| ------------------------------------------------------------------------------------------------- | --- |
| - Afrique du Sud - Cameroun - Côte d'Ivoire - Mali - Maroc - Ghana - Guinée équatoriale - Nigeria | - Algérie - Angola - Burkina Faso - Burundi - Botswana - Djibouti - Eswatini - Éthiopie - Gabon - Gambie - Guinée-Bissau - Kenya - Liberia - Malawi - Maurice - Mozambique - Namibie - Niger - Ouganda - République centrafricaine - République du Congo - Sao Tomé-et-Principe - Sénégal - Tanzanie - Togo - Zambie - Zimbabwe |

## Premier tour de qualification
Le premier tour est initialement prévu du 6 au 14 avril 2020. Le 13 mars 2020, la CAF annonce son report en raison de la pandémie de Covid-19.
| Équipe 1      | Résultat | Équipe 2                  | Aller | Retour | T.a.b. |
| ------------- | -------- | ------------------------- | ----- | ------ | ------ |
| Zambie        | -        | Mozambique                | -     | -      | -      |
| Zimbabwe      | -        | Maurice                   | -     | -      | -      |
| Malawi        | -        | Eswatini                  | -     | -      | -      |
| Namibie       | -        | Botswana                  | -     | -      | -      |
| Gabon         | -        | République centrafricaine | -     | -      | -      |
| Angola        | -        | Congo                     | -     | -      | -      |
| RD Congo      | -        | Sao Tomé-et-Principe      | -     | -      | -      |
| Tanzanie      | -        | Kenya                     | -     | -      | -      |
| Burundi       | -        | Ouganda                   | -     | -      | -      |
| Éthiopie      | -        | Djibouti                  | -     | -      | -      |
| Liberia       | -        | Sénégal                   | -     | -      | -      |
| Guinée-Bissau | -        | Gambie                    | -     | -      | -      |
| Togo          | -        | Niger                     | -     | -      | -      |
| Algérie       | -        | Burkina Faso              | -     | -      | -      |

## Deuxième tour de qualification
Le deuxième tour est initialement prévu du 1er au 9 juin 2020.
| Équipe 1                         | Résultat | Équipe 2                           | Aller | Retour | T.a.b. |
| -------------------------------- | -------- | ---------------------------------- | ----- | ------ | ------ |
| Zambie ou Mozambique             | -        | Zimbabwe ou Maurice                | -     | -      | -      |
| Malawi ou Eswatini               | -        | Afrique du Sud                     | -     | -      | -      |
| Namibie ou Botswana              | -        | Gabon ou République centrafricaine | -     | -      | -      |
| Angola ou Congo                  | -        | Guinée équatoriale                 | -     | -      | -      |
| RD Congo ou Sao Tomé-et-Principe | -        | Tanzanie ou Kenya                  | -     | -      | -      |
| Burundi ou Ouganda               | -        | Cameroun                           | -     | -      | -      |
| Éthiopie ou Djibouti             | -        | Maroc                              | -     | -      | -      |
| Liberia ou Sénégal               | -        | Mali                               | -     | -      | -      |
| Guinée-Bissau ou Gambie          | -        | Ghana                              | -     | -      | -      |
| Togo ou Niger                    | -        | Nigeria                            | -     | -      | -      |
| Algérie ou Burkina Faso          | -        | Côte d'Ivoire                      | -     | -      | -      |